# 源資子
源 資子（みなもと の しし、? - 応永元年7月15日（1394年8月12日）?）は、南北朝時代・室町時代の女性。崇光天皇の後宮で、栄仁親王（初代伏見宮・今日の皇室及び旧皇族の男系共通祖先）・興信法親王の母。父は庭田重資、母は不詳。名は庭田資子とも。
興国6年（1345年）4月に光明天皇に仕えて典侍となるが、後に退下。正平3年（1348年）12月に崇光天皇の後宮に入り、按察使典侍と称される。正平6年（1351年）5月に栄仁親王を出生したが、11月、正平一統により崇光天皇が廃位、翌年賀名生に連れ去られて、残された資子は苦難の日々を送った。正平12年（1357年）2月に崇光は還京を許されたが、子孫は皇位を諦めるように誓約させられ、栄仁親王は世襲親王家である伏見宮家の初代となった。翌年に興信法親王を出生。正平17年（1362年）11月に従三位に叙され、杉殿・三位局と称される。正平23年（1368年）10月、美濃国二木郷（現在の岐阜県大垣市）の地を安堵された。
後に落飾して、伏見の宝厳院（大光明寺塔頭）に住したらしい。死去を直接に伝える史料はないが、孫・伏見宮貞成親王の日記である『看聞日記』の応永25年（1418年）7月13日条に「杉殿廿五年忌来十五日之間」とあるので、この年の7月15日が資子の25年忌に当たることが分かる。